# Firminus Flören

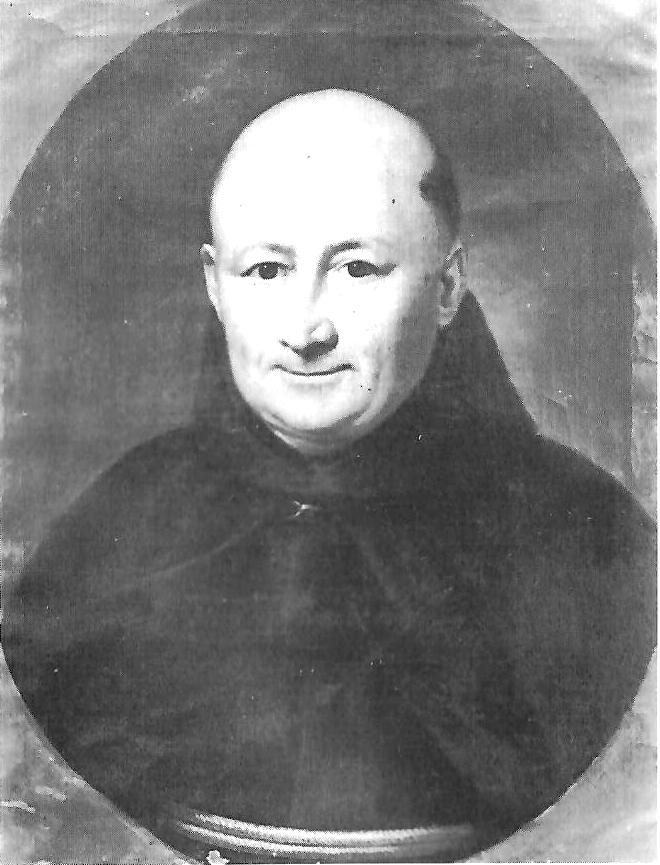

Firminus Flören OFM (* 1752 in Paderborn; † 18. März 1822 in Münster) war ein deutscher Priester im Franziskanerorden, Lektor und Provinzial der Sächsischen Franziskanerprovinz Saxonia.

## Leben
Firminus Flören trat 1769 in die Saxonia ein. Nach seiner Priesterweihe war er von 1777 bis 1779 Lehrer am Gymnasium der Franziskaner in Rietberg. Von 1780 bis 1786 wirkte er als Lektor für Philosophie an den Studienklöstern der Saxonia in Rheine und Rietberg, von 1786 bis 1792 lehrte er Theologie in Paderborn, wo er auch als Leiter der Normalschule tätig wurde. Von 1792 bis 1795 wurde er zum Guardian des Paderborner Konvents bestimmt. Nach weiteren Jahren als Lektor für Theologie in Paderborn war er von 1798 bis 1801 Guardian in Münster. Das Provinzkapitel der Saxonia wählte ihn 1801 für drei Jahre zum Provinzial. Der Sitz des Provinzialats war im Münsteraner Kloster. Ab 1804 war er bis zur Auflösung der Klöster 1811 Beichtvater im Klarissenkloster Münster. 1807 beauftragte ihn die Ordensleitung in Rom mit der Visitation seiner eigenen Provinz. 1810 wurde er ein zweites Mal zum Provinzial gewählt.
Infolge der Säkularisation war die Sächsische Franziskanerprovinz zum Aussterben verurteilt, die ersten Konvente wurden 1802 in der ersten Amtszeit Flörens als Provinzial aufgelöst. Für die verbleibenden Klöster waren der Kontakt untereinander und die Versetzung der Brüder in andere Konvente erschwert. Als der Konvent in Münster auf Beschluss von Kaiser Napoleon im November 1811 aufgelöst wurde, leitete Firminus Flören die Provinz bis zu seinem Tod am 18. März 1822 als Commissarius provincialis von einer Privatwohnung in Münster aus weiter, da Provinzkapitel für eine ordnungsgemäße Wahl eines Provinzials wegen der staatlichen Restriktionen nicht möglich waren. Zwischen 1810 und 1820 starben über 150 Patres der Provinz, und Neuaufnahmen waren untersagt; in Klöstern, in denen vorher 20 Franziskaner gewohnt hatten, waren noch drei bis sechs verblieben, von Arbeit überlastet und von der Furcht vor Aufhebung bedrückt. Nach Flörens Tod ernannte Papst Pius VII. Josef Schmedding zu seinem Nachfolger. Die Beeinträchtigungen wurden nach einzelnen Lockerungen erst 1843 von  König Friedrich Wilhelm IV. vollständig aufgehoben.
Firminus Flören war im Bistum Münster als Synodalexaminator und Pfarrkonsultor tätig. Bei der Bevölkerung in Münster und den Geistlichen im Bistum Münster stand er in hoher Achtung. Er ist auf dem Überwasserfriedhof in Münster beigesetzt.